# Magalhães de Almeida (político)
José Maria Magalhães de Almeida, mais conhecido como Magalhães de Almeida (Codó, 28 de julho de 1883 — Rio de Janeiro, 4 de outubro de 1945), foi um militar e político brasileiro.
Foi governador do Maranhão, de 1 de março de 1926 a 1 de março de 1930, além de senador de 1925 a 1926 e deputado federal constituinte em 1934.
Filho de Carlota da Silveira Magalhães e Teotônio Magalhães Júnior. Neto do deputado provincial em Minas Gerais de 1884 a 1885 Teotônio de Magalhães Castro, durante o regime republicano. Primo de Jairo Monteiro da Cunha que exerceu o cargo de deputado estadual de 1963 a 1971 e deputado federal de 1971 a 1987 em Minas Gerais.
Cursou o Ginásio Agrícola de São Francisco, o Ginásio Diamantinense (em Diamantina -MG) e medicina na Universidade Federal de Minas Gerais (UFMG).
Ingressou na política em 1958 elegendo-se como vereador à Câmara Municipal de Belo Horizonte pela legenda de União Democrática Nacional (UDN) e em 1962 candidatou-se a deputado estadual também pela UDN, integrando a Assebléia Legislativa do Estado de Minas Gerais (ALMG).
Com a instauração do bipartidarismo, vinculou-se ao Movimento Democrático Brasileiro (MDB), do qual acabou se tornando líder. Participou do movimento político Frente Ampla em apoio a Carlos Lacerda, Juscelino Kubitschek e João Goulart, em função da restauração do regime democrático.
Em 1966 elegeu-se deputado federal por Minas Gerais pelo MDB.
Em 1979, com o término do bipartidarismo, tornou-se parte do Partido do Movimento Democrático Brasileiro, que herdou os membros do MDB. Em 1982, elegeu-se deputado federal  pelo mesmo partido e se tornou membro da Comissão do Interior da Câmara dos Deputados.
Votou a favor da Emenda Dante de Oliveira que previa instaurar as eleições diretas para Presidente da República, ganhando apoio da população uma vez que a pressão popular para que a emenda fosse aprovada era grande, resultando no movimento Diretas Já. 
Deixou a Câmara por falta de votos para manter seu posto na Assembléia Nacional constituinte em 1987. Passou a dedicar-se, então, à medicina, finalizando sua trajetória política.
Magalhães de Almeida faleceu na cidade do Rio de Janeiro e encontra-se sepultado no Cemitério de São João Batista, no bairro de Botafogo, na zona sul da cidade.